# Göran Norlén
Göran Norlén (ur. 1931, zm. 2020) – szwedzki żużlowiec.
Złoty medalista indywidualnych mistrzostw Szwecji (Sztokholm 1953). Brązowy medalista mistrzostw Szwecji par klubowych (1963). Siedmiokrotny medalista drużynowych mistrzostw Szwecji: czterokrotnie srebrny (1955, 1957, 1958, 1960) oraz trzykrotnie brązowy (1958, 1959, 1962).
Reprezentant Szwecji na arenie międzynarodowej. Wielokrotny uczestnik eliminacji indywidualnych mistrzostw świata (najlepszy wynik: Oslo 1956 – IX miejsce w finale europejskim, wówczas ostatniej kontynentalnej eliminacji do finału światowego).
W lidze szwedzkiej reprezentant klubów: Kaparna Göteborg (1952–1958), Monarkerna Sztokholm (1958–1963), Örnarna Mariestad (1965) oraz Dackarna Målilla (1965).
W 1964 r. wydał książkę Speedway. En rafflande Motorsport, poświęconą historii sportu żużlowego w Szwecji.